# Перстень Скила

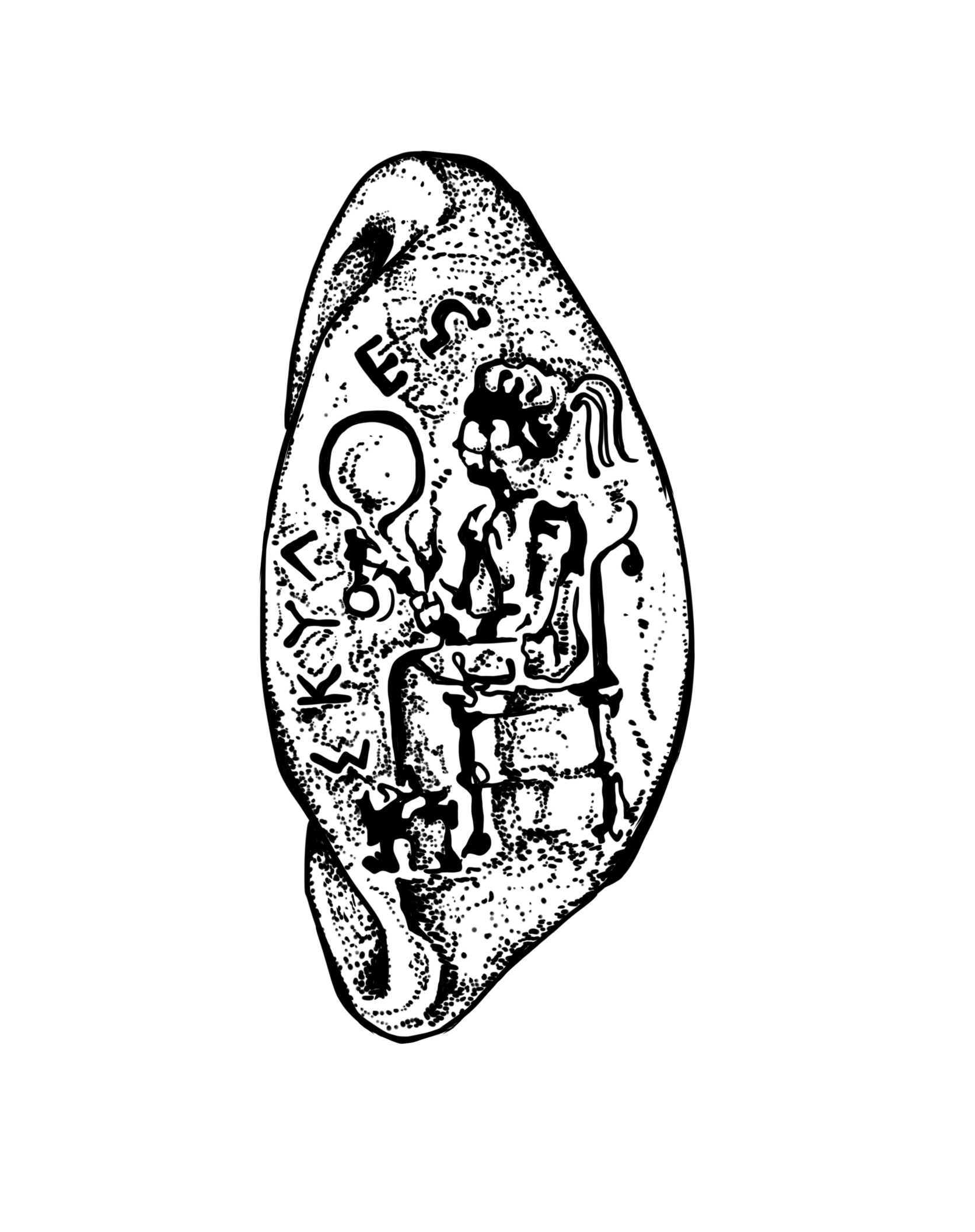
Перстень Скила, прорисовка.

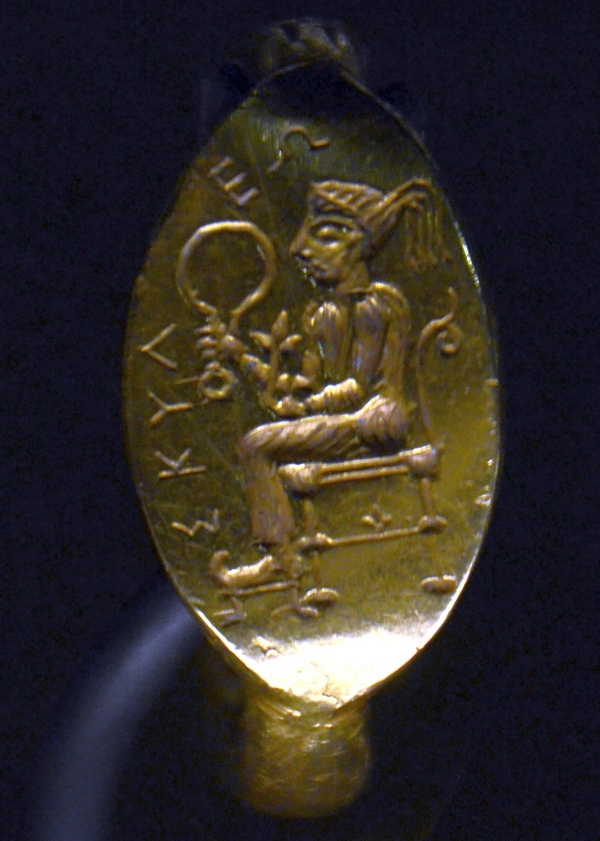
Перстень Скила

Пе́рстень Ски́ла — древний золотой перстень, найденный в румынской Добрудже, материальное доказательство бегства скифского царя Скила во Фракию. Кольцо найдено при вспашке поля в середине 1930-х годов примерно в 10 км южнее крепости Гистрия (нынешняя Констанца )  и относится к середине V в. до н. э. Особенности начертания букв соответствуют греческим надписям времени жизни Скила. На перстне греческими буквами вырезано имя Скила (сына Ариапифа и эллинки из Истрии), а также изображена богиня с зеркалом в руках, сидящая на троне. Такой сюжет встречается на многих изделиях скифского искусства. Часто перед сидящей богиней с зеркалом изображён скифский вождь. Эти сцены символизируют получение власти скифским царём от божества. Очевидно, что эта богиня — Табити, которую, как сообщал Геродот, скифы чтили «выше всех прочих божеств» и называли «царицей скифов».
При находке кольца не было никаких иных предметов, следовательно, оно не сопровождало погребение. Скорее всего Скил потерял свой перстень в тревожные дни, когда искал убежище, за Дунаем.

Скифы презирают эллинов за вакхическое исступление. Они говорят, что не подобает выдумывать бога, который приводит людей в безумие. Когда же Скил был посвящён Вакху, какой-то борисфенит стал издеваться над скифами, говоря: «Над нами вы смеетесь, скифы, что мы приходим в вакхическое исступление и что в нас вселяется бог. Теперь это божество вселилось и в вашего царя, и он в вакхическом исступлении и безумствует под влиянием божества. Если же вы мне не верите — следуйте за мной, и я вам покажу». Старейшины скифов следовали за ним, и борисфенит, проведя их тайно, поместил на башне. Когда прошёл со священной процессией Скил и скифы увидели его в вакхическом исступлении, они сочли это очень большим несчастьем. Выйдя из города, они сообщили всему войску то, что видели.

Когда же после этого Скил возвратился к себе домой, скифы восстали, поставив во главе его брата Октамасада, рождённого от дочери Тера. Скил же, узнав о том, что совершается против него, и о причине, по которой это происходило, убегает во Фракию. А Октамасад, услышав об этом, пошёл на Фракию войной.— Геродот, IV, 79-80
Место находки царского перстня совпадает с районом, где погиб Скил. Очень важно, что в греческой надписи на перстне упоминается также ещё одно имя — Аргот. По мнению специалиста по греческой эпиграфике Ю. Г. Виноградова, это имя первоначального владельца перстня — деда Скила и отца Ариапифа.